# Sellersburg, Indiana
Sellersburg är en stad (town) i Clark County, i delstaten Indiana, USA. Enligt United States Census Bureau har staden en folkmängd på 6 202 invånare (2011) och en landarea på 10,2 km².